# طويقان ثنائي اللون
طويقان ثنائي اللون (الاسم العلمي: Selenidera) هو جنس من الطيور يتبع الفصيلة الطوقانية من رتبة نقاريات الشكل.

## أنواع طويقان ثنائي اللون
- طويقان غولدي
- طويقان غوياني
- طويقان بني العرف
- طويقان أصفر الأذن
- طويقان ذهبي الطوق
- طويقان منقط المنقار